# La campana di Huesca (José Casado del Alisal)
La campana di Huesca o La leggenda del re monaco è un olio su tela dipinto da José Casado del Alisal nel 1880. Il quadro ricrea il momento finale della leggenda della Campana di Huesca, quando il re Ramiro II d'Aragona mostrò ai nobili del suo regno le teste mozzate, e disposte a forma di campana, dei nobili che avevano sfidato la sua autorità.
José Casado del Alisal ottenne una menzione onorifica con quest'opera nell'Esposizione Nazionale di Belle Arti di Spagna del 1881, venendogli concessa inoltre la Gran Croce dell'Ordine di Isabella la Cattolica, anche se era già Commendatore di Numero dell'Ordine di Carlo III. E un anno dopo, nel 1882, la tela fu acquistata dallo Stato spagnolo per la somma di 35.000 pesetas.
La tela appartiene alla collezione del Museo del Prado, anche se si trova depositata ed è esposta nel Comune di Huesca dal 1950.

## Storia

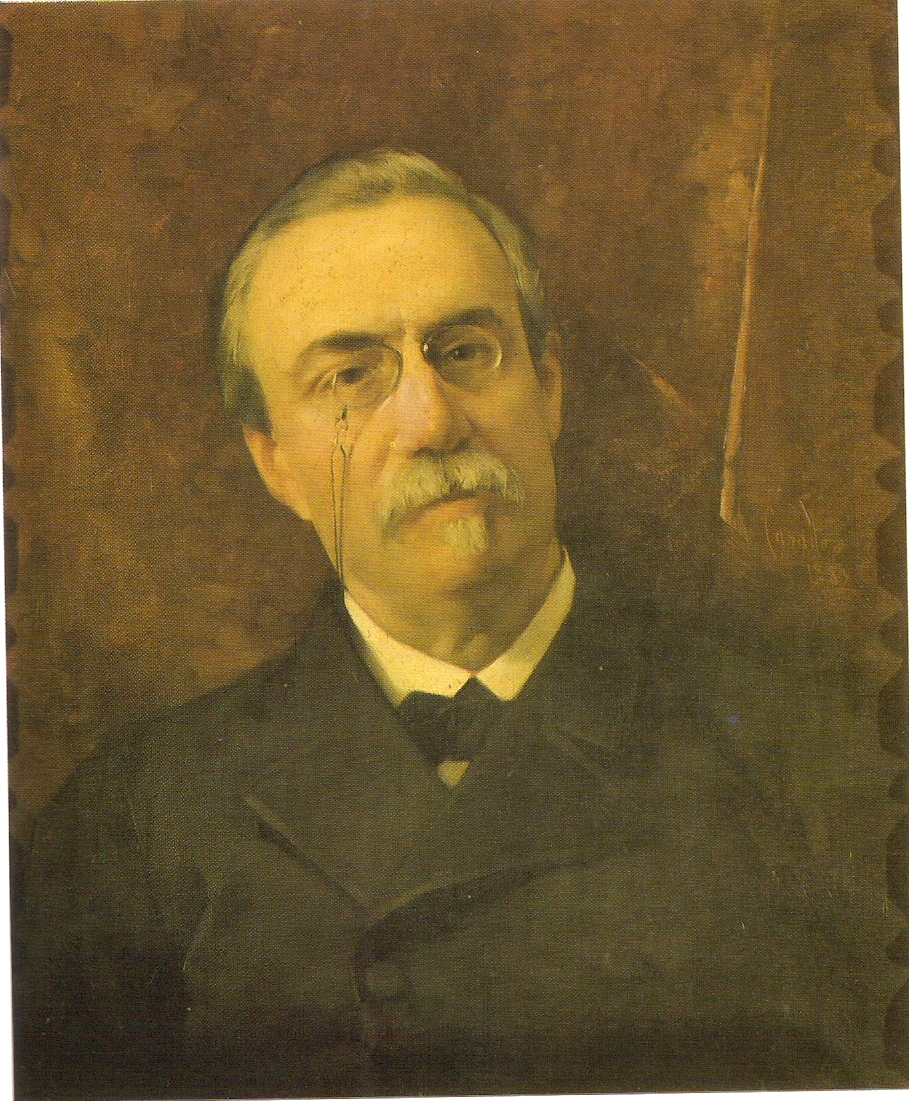
Ritratto di Antonio Cánovas del Castillo, dipinto da Casado del Alisal nel 1883 e conservato nella Reale Accademia della Storia. La Campana di Huesca, romanzo storico scritta da Cánovas del Castillo, influì sul quadro omonimo di Casado del Alisal.

Il quadro fu dipinto da José Casado del Alisal tra il 1879 e il 1880 nel suo studio dell'Accademia Spagnola di Belle Arti di Roma, della quale fu il primo direttore fino all'ottobre 1881. L'artista cercò forse ispirazione per il suo quadro nel dramma intitolato Il re monaco (El rey monje) que Antonio García Gutiérrez mise in scena nel 1837 o, soprattutto, nel romanzo storico intitolato La campana di Huesca (La campana de Huesca), pubblicato nel 1851 da Antonio Cánovas del Castillo, e la cui seconda edizione risale al 1854. Diversi autori, come Melchor Fernández Almagro, misero in risalto l'amicizia che unì Cánovas con Casado del Alisal, che dipinse un ritratto del politico malaguegno conservato nella Reale Accademia della Storia, alla quale fu donato nel 1897 dalla vedova di Cánovas, Joaquina de Osma y Zavala, duchessa di Cánovas del Castillo.
Prima di dipingere il quadro, l'autore realizzò una serie di disegni a matita e vari bozzetti del quadro e di teste ad olio, come quello della testa del re Ramiro II, e nello studio dell'artista palentino si custodivano, oltre ad altre tele ed oggetti, la berretta e la tunica con la quale Ramiro II appare nel quadro. Alcuni di questi bozzetti di teste ad olio furono esposti nella città di Palencia nel 1928, ma attualmente si trovano in luogo sconosciuto. E inoltre si conservano tre bozzetti de La Campana di Huesca, dei quali il primo fu donato da Asterio Mañanós Martínez nel 1921 al Palazzo del Senato, il secondo si trova nella Deputazione Provinciale di Palencia, e il terzo nel Museo di Huesca. Lo stesso Casado del Alisal era soddisfatto della sua opera, giacché in una lettera che inviò il 23 gennaio 1881 al Ministro di Stato spagnolo, il pittore palentino affermava quanto segue:

Dall'Accademia Spagnola di Belle Arti di Roma, Casado del Alisal spedì il quadro all'Esposizione Nazionale di Belle Arti di Spagna del 1881, con la speranza di conseguire la medaglia d'onore come conclusione ufficiale della sua carriera, ma l'opera fu duramente criticata, tra le altre cose, per la sua eccessiva teatralità, ma fu anche ampiamente elogiata dagli ammiratori del pittore palentino. E alla fine, la giuria dell'esposizione concordò a maggioranza di assegnare la medaglia d'onore, per il suo progetto per il restauro della cattedrale di León, all'architetto Juan de Madrazo y Kuntz, scomparso un anno prima, e il cui fratello, il pittore Federico de Madrazo, era vicepresidente della giuria. E ciò suscitò grandi proteste da parte degli ammiratori di Casado del Alisal, che sostenevano che un quadro terminato doveva prevalere su un progetto per effettuare un restauro, ma, come segnalano alcuni autori, la giuria tenne più in considerazione la scienza che l'arte.

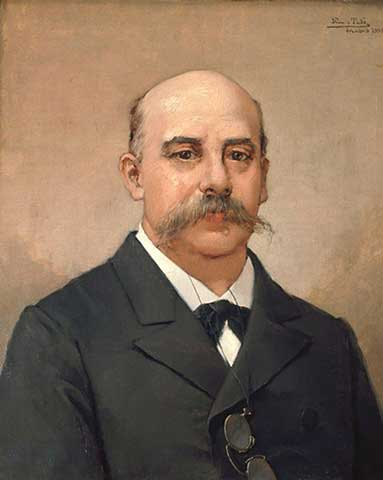
Incisione che rappresenta il politico Emilio Castelar, il cui intervento fu decisivo perché la tela de La Campana di Huesca fosse acquistata dallo Stato spagnolo.

Concessero a Casado del Alisal solamente una menzione onorifica, malgrado le proteste dei suoi ammiratori, che organizzarono un atto di riparazione e una sottoscrizione pubblica per regalargli una corona d'oro, al pari di come avvenne nel 1860 con il pittore Antonio Gisbert Pérez. La corona d'oro, dopo essere stata esposta in una vetrina della Carrera de San Jerónimo (una via del centro di Madrid), fu assegnata al pittore palentino, che la collocò nel suo studio sotto un semplice baldacchino e accompagnata da una pergamena nella quale figurava la seguente dedica dei suoi ammiratori:
Tra gli ammiratori di Casado del Alisal vi erano i duchi di Sesto, Emilio Castelar, Francisco Romero Robledo o wil pittore Dióscoro Puebla, e il 26 settembre 1881 il Governo español concesse a Casado del Alisal, che già era commendatore di numero dell'Ordine di Carlo III, la Gran Croe dell'Ordine di Isabella la Cattolica. Emilio Castelar e altri politici, tra i quali figuravano Cánovas del Castillo, Cristino Martos, Carlos Navarro Rodrigo, Rodrigo Núñez de Arce, Víctor Balaguer y Cirera, e Ramón Rodríguez Correa,Mateo Romero et al, p. 95 presentarono una proposta nel Congresso dei Deputati affinché lo Stato spagnolo acquistasse le tele de La Campana di Huesca e de La morte di Lucrezia, del pittore Eduardo Rosales.
Il quadro fu acquistato ai sensi della Legge 28 gennaio 1882 per la somma di 35.000 pesetas, essendo firmata la legge dal Alfonso XII e controfirmata dal Ministro dello Sviluppo, José Luis Albareda. Tale legge concedeva al Ministero de Fomento un credit di de 35.000 pesetas per comprare il quadro di Casado del Alisal, e identica somma per acquistare quello de La morte di Lucrezia. La tela fu inviata al Museo del Prado e, poco dopo, Casado del Alisal la espose con grande successo in Europa e ottenne le più alte ricompense nelle esposizioni statali di Monaco di Baviera e Vienna. Nel 1889 il quadro fu presentato nell'Esposizione Universale di Parigi del 1889, venendo ugualmente molto elogiato.
L'8 agosto 1896 il quadro fu consegnato al Museo d'Arte Moderna di Madrid e, successivamente, per ordine reale del 17 giugno 1921, fu depositato nel Palazzo del Senato di Spagna. Il 30 ottobre 1950, il quadro fu consegnato, in qualità di deposito, al Comune di Huesca, dove permane esposto attualmente nel cosiddetto Salone della Giustizia.
Il quadro fu ampiamente riprodotto nel XIX secolo attraverso incisioni, al pari de La Resa di Bailén, tela dipinta anch'essa da Casado del Alisal, e provocò numerosi commenti, al punto che lo stesso pittore palentino giunse a dire in un'occasione che «non credeva che ci fosse al mondo una campana che avesse suonato più della sua».

## Soggetto

### La leggenda

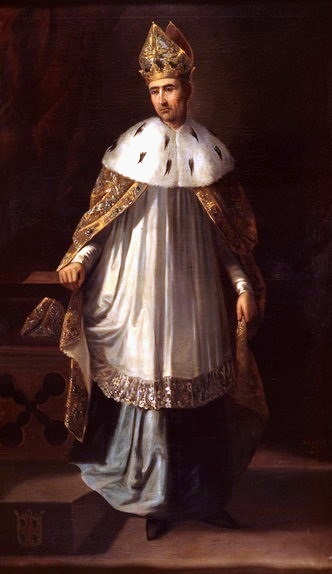
Ramiro II d'Aragona, di Manuel Aguirre y Monsalbe. Ca. 1851-1854. (Deputazione provinciale di Saragozza).

Dopo il decesso di Alfonso I d'Aragona, che scomparve nel 1134 senza aver lasciato discendenza, ereditò il Regno d'Aragona suo fratello Ramiro II, vescovo di Roda e Barbastro, malgrado Alfonso I avesse lasciato il regno nel suo testamento agli ordini militari del Tempio, dell'Ospedale e del Santo Sepolcro. Ma il testamento di Alfonso I fu ignorato, malgrado le pressioni del papa Innocenzo II, e le città e i nobili aragonesi appoggiarono la candidatura di Ramiro II al trono, mentre i Pamplonesi e i Navarrini optarono per sostenere García Ramírez de Pamplona, che era pronipote del re García Sánchez III di Pamplona. E in questo contesto si svilupparono i fatti storici, avvenuti tra il 1135 e 1136, che poterono dare origine alla leggenda della campana di Huesca.
La Cronaca di San Juan de la Peña o Cronaca Piniatense (Crónica de San Juan de la Peña), scritta nel XIV secolo, afferma que, essendo Ramiro II preoccupato per la disobbedienza dei suoi nobili, inviò un messaggero al suo antico maestro, l'abate del monastero di San Ponce de Tomeras, al fine di chiedere il suo consiglio. L'abate portò il messaggero nell'orto del monastero e tagliò alcuni cavoli che sporgevano sugli altri e, in seguito, ordinò al messaggero di ripetere al re il gesto che aveva visto. Nella suddetta cronaca risulta anche che il re convocò le Cortes (il Parlamento del Regno d'Aragona) e fece chiamare i principali nobili perché si presentassero a Huesca, con la scusa di voler fare una campana che si sarebbe udita in tutto il regno, e quando arrivarono, ordinò di decapitare i nobili di maggior spicco, soffocando con ciò la rivolta. E il brano narrato nella Cronaca di San Juan de la Peña, in versione aragonese, afferma che:
(Carmen Orcástegui Gros (ed. lett.), Crónica de San Juan de la Peña (Versione aragonese), in Cuadernos de Historia Jerónimo Zurita, 51-52, Saragozza, Institución «Fernando el Católico», 1985, pp. 468-469)
Una volta giustiziati, le teste dei nobili furono collocate a forma di cerchio e la testa del vescovo di Huesca, il più insigne dei ribelli, fu appesa al centro a mo' di battaglio della campana. Successivamente, il re fece entrare gli altri nobili nella suddetta sala perché contemplassero la campana e imparassero la lezione. Nel Museo Provinciale di Huesca, che anticamente era il palazzo dei re d'Aragona, vi è una sala, conosciuta come Sala della Campana, nella quale si afferma che successero i fatti descritti nella leggenda. D'altra parte, diversi storici mettono in risalto che Ramiro II fu «un re singolare», giacché al contrario della maggioranza dei monarchi, abbandonò il potere mentre viveva e, anche se conservò il titolo di re fino alla sua morte, si ritirò nel monastero di San Pedro el Viejo di Huesca, e scomparve nella suddetta città nel 1157.

### La leggenda della campana di Huesca nella storiografia attuale
Nell'opinione di diversi autori, la leggenda della campana di Huesca non deve essere considerata come un racconto storico, bensì semplicemente come uno «di carattere letterario o erudito», giacché contiene numerose similitudini con altri racconti leggendari del mondo classico, come quello di cui fu protagonista Sesto Tarquinio, figlio del re Tarquinio il Superbo, che fu raccolto dallo storico romano Tito Livio, o quello che ebbe come protagonista il secondo tiranno di Corinto, Periandro, che fu uno dei Sette Savi di Grecia. E anche altri scrittori del mondi greco-romano, come Aristotele, Dionigi di Alicarnasso, Plutarco, Ovidio o Valerio Massimo, raccolsero alcuni di quei racconti.

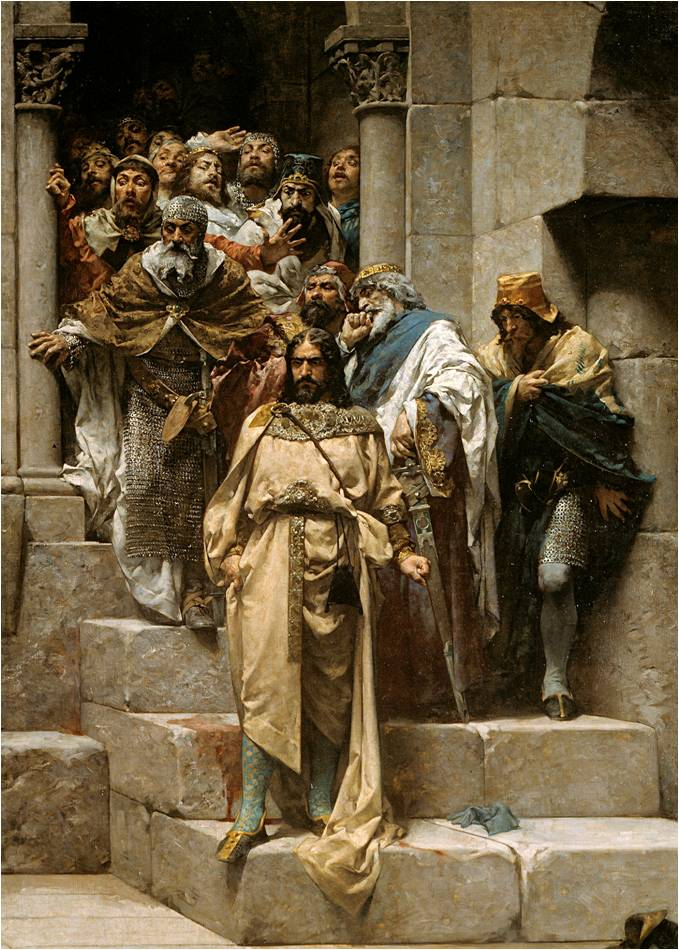
Dettaglio del quadro. I nobili aragonesi contemplano orripilati la campana di Huesca.

E altri autori mettono risalto anche che la leggenda della campana di Huesca è solamente una delle molteplici narrazioni nelle quali si impiega il consiglio enigmatico, cioè, il consiglio sotto forma di indovinello che un individuo offriva a un altro per aiutarlo a eliminare i suoi avversari. E il filologo e storico Alberto Montaner Frutos mette in risalto che la leggenda della campana è un'allegoria della Ragion di Stato, allora stesso modo di quella che ebbe come protagonista il figlio del re
Tarquinio il Superbo e raccolta da Tito Livio, e che le somiglianze tra entrambi i racconti furono già segnalate dallo storico Jerónimo Zurita.
La storiografia attuale nega la veridicità della leggenda della campana di Huesca, ma ammette che potrebbe essere basata su certi fatti storici contrastati avvenuti nel regno di Ramiro II, che salendo al trono dovette far fronte a diverse rivolte capeggiate dai nobili aragonesi, divisi a volte in diverse fazioni. Il medievalista Antonio Ubieto Arteta segnalò che la leggenda potrebbe essere basata su una canzone di gesta intitolata Canzone della canzone di Huesca (Cantar de la campana de Huesca) che fu ricostruita a partire dalla prosificazione che si fece della stessa nella Cronaca di San Juan de la Peña.
Secondo Antonio Ubieto, la suddetta canzone di gesta si basava su una rivolta nobiliare avvenuta nell'ottobre 1135, anche se altri segnalano che ebbe luogo nell'estate di quell'anno, avendo come protagonisti i tenenti delle principali fortezze del regno d'Aragona, che pretesero di detronizzare Ramiro II e furono giustiziati per suo ordine, e Antonio Ubieto segnala che quella rivolta poteva essere stata istigata dal re García Ramírez di Pamplona. È anche documentato che a metà dell'ottobre 1135 Ramiro II era esiliato nel municipio girondense di Besalú, anche se risulta che nel novembre di quell'anno era ritornato in Aragona, ma, come segnalano alcuni autori, si ignorano «le circostanze esatte della sua partenza da Aragona e del suo ritorno», e nell'estate del 1136 si produsse una nuova ribellione contro Ramiro II a Uncastillo.
La storica Ana Isabel Lapeña Paúl evidenza che i Primi Annali Toledani «contengono una breve ma significativa frase» che afferma che, nell'anno 1135, durante il regno di Ramiro II: «Uccisero i podestà a Huesca. ERA MCLXXIII», anche se Enrique Flórez, che pubblicò per la prima volta i tre Annali Toledani riuniti nel tomo XXIII della sua opera Spagna sacra (España sagrada), riportò che avvenne nell'ERA MCLXXIV, il che corrisponderebbe all'anno 1136, invece del 1135. D'altra parte, la cronaca di uno storico arabo, Ibn Idari, segnala che Ramiro II ordinò di decapitare nel 1135 sette nobili aragonesi per aver assalito una carovana di mercanzie o convoglio musulmano tra Fraga e Huesca, violando con ciò l'accordo che Ramiro II aveva stabilito con il governatore almoravide di Valencia.
E questi fatti costituiscono l'origine storica della leggenda della campana di Huesca, anche se sarebbero stati abbelliti successivamente nella Cronaca di San Juan de la Peña, basandosi sui racconti dell'antichità classica. Inoltre, diversi autori segnalano che, quando alla fine del XIII secolo e la metà del XIV secolo tornarono a prodursi rivolte nobiliari contro i re d'Aragona, «si considerò necessario ricordare la ferma risposta di un re anteriore», e fu allora che la leggenda della campana fu riportata nella Cronaca di San Juan de la Peña, scritta, verso il 1342, per iniziativa del re Pietro IV d'Aragona.
Un altro fatto che potrebbe sostenere la veridicità della leggenda della campana è che vari nobili aragonesi, come Lope Fortuñones, Miguel de Azlor, Fortún Galíndez de Huesca, Martín Galíndez de Ayerbe, Bertrán de Ejea, Miguel de Rada de Perarrúa, Íñigo López de Naval, o Cecodín de Ruesta, smisero di essere menzionati nei documenti e scomparvero nell'epoca della ribellione dei nobili aragonesi contro Ramiro II, e inoltre Lope Fortuñones e Miguel de Azlor figurano nella lista dei nobili giustiziati nella leggenda, anche se ciò non indica necessariamente che partecipassero alla ribellione contro Ramiro II né che fossero giustiziati per ordine suo, ma nemmeno quest'ultimo può smentirsi totalmente.

## Descrizione

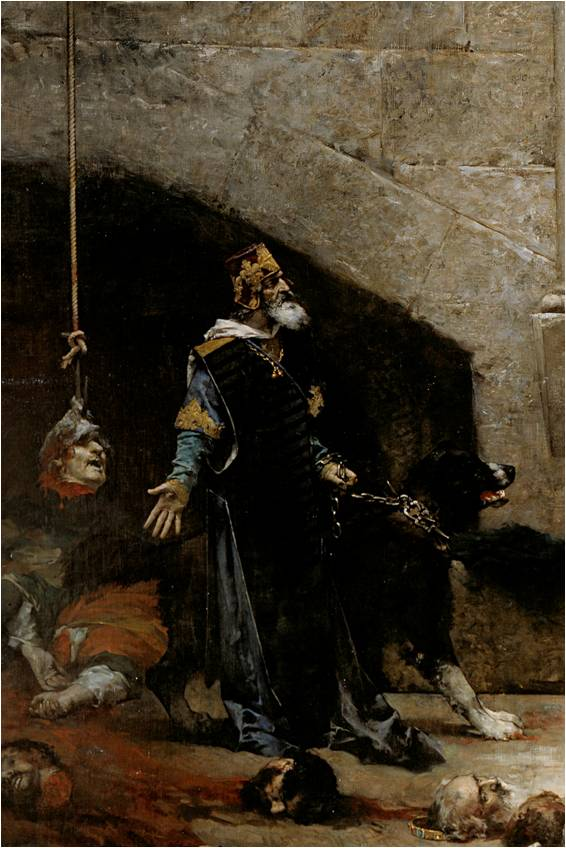
Dettaglio del quadro. Il re Ramiro II d'Aragona, che segnala con la sua mano destra le teste mozzate dei nobili ribelli.

La stanza sotterranea nella quale si sviluppa il quadro tenta di ricreare la cosiddetta Sala della Campana del Palazzo dei Re d'Aragona, edificio che attualmente ospita il Museo Archeologico Provinciale di Huesca. Il centro geometrico della tela coincide con la colonna addossata alla cui base appare collocato un anello di ferro.
Alla sinistra del quadro appare rappresentato il re Ramiro II d'Aragona, riccamente vestito, che indossa un tocco viola con ornamenti dorati, accarezzando con la sua mano sinistra un cane nero dall'aspetto minaccioso, e segnalando con la sua mano destra le dodici teste recise e disposte a forma di cerchio dei nobili ribelli, tra le quali risalta quella del vescovo, appesa a una corda a mo' di battaglio della campana e che, a opinione di diversi autori, sembra sorridere con un sorriso cinico o macabro. Ramiro II appare sereno e osservando con durezza i nobili che contemplano inorriditi la scena dalla scala.
Nel vano della scala, situato dietro il re, appaiono ammucchiati i cadaveri decapitati dei nobili. Il realismo che presentano le tredici teste recise ha sorpreso i diversi storici, che affermano che Casado del Alisal arrivò a copiarle dal naturale, e in relazione a quel realismo occorre evidenziare il seguente aneddoto veritiero di cui fu protagonista il pittore palentino, e menzionato nei suoi scritti da vari autori:
Nella parte destra della tela, più intensamente illuminata del lato sinistro, appaiono i nobili convocati dal re per contemplare il destino dei ribelli giustiziati. In primo piano appare, con abiti di colore giallo, un personaggio che potrebbe rappresentare, ad opinione di diversi autori, il conte Raimondo Berengario IV di Barcellona, genero di Ramiro II per il suo matrimonio con Petronilla d'Aragona, figlia e succeditrice di Ramiro II. Il supposto genero del re appare contemplare le teste mozzate con aria indignata e con i pugni chiusi per contenere la sua collera, e dietro di lui e situati nello stesso scalone, due nobili contemplano la scena, pensieroso uno e commosso l'altro. I restanti nobili che contemplano l'avvertimento di Ramiro II appaiono commossi, spaventati o atterriti, anche se c'e uno che sorride, e tutti loro vanno riccamente vestiti con colori rossi, azzurri o gialli, e portando cotte di maglia, tocchi o spade.

## Stile
Nel 1881, poco dopo che era terminato, alcune famiglie dell'aristocrazia italiana, come i Doria, gli Odescalchi, i Colonna, i Borghese e i Gabrielli accorsero a contemplarlo e gli dedicarono grandi elogi, al pari di alcuni artisti italiani, come Monteverde, Costa, Muller, Bertuni e Sgambati. Anche i giornali di Roma lodarono l'opera, essendo pubblicato in uno di essi il seguente commento:
La Campana di Huesca fu ampiamente elogiata anche in numerose riviste straniere del XIX secolo, come in alcune italiane, e anche in altre tedesche e austriache, come nella Rivista germanica di Lipsia, nella Cronaca Generale Artistica di Vienna, nella Kolnische Zeitung, nella Allgemeine Kunst Chronik, e nella Kunsthalle di Düsseldorf. Inoltre, il giornalista e critico d'arte del XIX secolo Isidoro Fernández Flórez, più conosciuto con il suo pseudonimo letterario di Fernán Flor, confutò coloro che accusavano l'opera di mancanza di carattere, ed elogiò al tempo stesso il colore e le linee impiegati da Casado del Alisal, affermando che le macchie di colore utilizzate costituiscono il «marchio di Casado», ed evidenziò inoltre l'«educazione morale d'artista» e l'«eleganza di spirito» manifestate dal pittore palentino in questa opera.
Da parte sua, il cattedratico Carlos Montes Serrano, dell'Università di Valladolid, criticò negativamente in un articolo del 1993 l'ampollosità e gli eccessi in cui solevano incorrere le opere di pittura storica del XIX secolo, ma elogiò anche questa opera di Casado del Alisal, affermando che: